# Mikael Dahlberg
Mikael Dahlberg (* 6. März 1985 in Umeå) ist ein schwedischer Fußballspieler. Der offensive Mittelfeldspieler und Stürmer, der mehrere schwedische Jugendnationalmannschaften durchlief, debütierte 2009 in der A-Nationalmannschaft.

## Werdegang

### Anfangsjahre
Dahlberg spielte in der Jugend bei Mariehem SK und IFK Holmsund. 2001 wurden die Verantwortlichen des Svenska Fotbollförbundet auf ihn aufmerksam und im Oktober des Jahres debütierte er bei einer 0:1-Niederlage gegen die lettische Jugendnationalmannschaft in der schwedischen U-16-Auswahl. Zum Jahreswechsel schloss er sich Umeå FC an. Dort debütierte der Nachwuchsspieler in der Männermannschaft des Klubs, die im Vorjahr aus der zweitklassigen Superettan abgestiegen war. In der Division 2 Norrland verpasste er mit dem Klub den Wiederaufstieg, konnte aber als regelmäßiger Torschütze auf sich aufmerksam machen.
Im April 2004 wurde Dahlberg dank seiner guten Leistungen in der Liga vom Juniorenauswahltrainer Peter Gerhardsson in die schwedische U-21-Auswahl berufen und debütierte beim 2:0-Auswärtserfolg gegen die kroatische Auswahlmannschaft, als er in der Halbzeitpause für Björn Runström eingewechselt wurde. In der Folge etablierte er sich innerhalb der Landesauswahl und machte sich für andere Vereine wie Djurgårdens IF, Åtvidabergs FF, AIK oder den FC Café Opera interessant.

### Im schwedischen Profifußball
Im Sommer 2004 wechselte Dahlberg in den Profifußball und schloss sich GIF Sundsvall an. Für den Klub kam er in der Spielzeit 2004 in 13 Spielen in der Allsvenskan zum Einsatz und trug sich dabei dreimal in die Torschützenliste ein. Zwar lief er in der folgenden Spielzeit in allen 26 Saisonspielen auf, mit vier Saisontoren konnte er jedoch nicht verhindern, dass als Tabellenvorletzter nur ein Abstiegsplatz belegt wurde. Obwohl er mehrere Angebote von Ligarivalen bekam, entschied er sich, bei seinem Klub zu bleiben.
Nachdem er unter Auswahltrainer Tommy Söderberg als Gruppendritter die Qualifikation zur Europameisterschaft 2006 verpasst hatte, kam er 2006 nur noch zu einem Auswahlspiel. Auch beim Verein blieb der Erfolg aus, einerseits verpasste er verletzungsbedingt Teile der Saison und andererseits misslang der Mannschaft als Tabellenachter in der Zweitligaspielzeit 2006 der direkte Wiederaufstieg deutlich.
Dahlberg entschied sich daraufhin zum Vereinswechsel. Im Dezember 2006 unterschrieb er einen Drei-Jahres-Kontrakt bei Djurgårdens IF. Nach einer wechselhaften ersten Spielzeit für den Stockholmer Verein in der Allsvenskan, bei der er in acht seiner 19 Saisonspiele als Einwechselspieler agierte, gelang ihm in der Spielzeit 2008 die Etablierung in der Stammformation.
Daraufhin nominierte Nationaltrainer Lars Lagerbäck Dahlberg für eine Länderspielreise in die Vereinigten Staaten zu Beginn des Jahres 2009. Bei der 2:3-Niederlage der Landesauswahl gegen die US-Nationalmannschaft am 24. Januar des Jahres im Home Depot Center in Carson konnte er sein Debüt in der 89. Spielminute mit dem Tor zum Endstand krönen. In der anschließenden Spielzeit blieb er in 27 Ligapartien ohne Torerfolg und rutschte mit dem Klub in den Abstiegskampf. Als Drittletzter musste er mit der Mannschaft um Spieler wie Mattias Jonson, Christer Youssef und Jan Tauer in den Relegationsspielen antreten, in denen er bei beiden Duellen mit Assyriska Föreningen zum Einsatz kam. Nach einer 0:2-Hinspielniederlage gewann der Klub das Rückspiel mit 3:0 nach Verlängerung.
Da Dahlberg mit seiner eher defensiven Rolle bei Djurgårdens IF nicht zufrieden war, wechselte er im Januar 2010 innerhalb der Allsvenskan zu Gefle IF. Hier etablierte er sich auf Anhieb als Stammspieler. Am Ende seiner ersten Spielzeit musste er mit dem Klub in den Relegationsspielen gegen GIF Sundsvall antreten, er setzte sich jedoch mit seiner Mannschaft mit zwei Siegen durch. War er im Vorjahr ohne Torerfolg in der Meisterschaft geblieben, avancierte er in seinem zweiten Jahr für Gelfe IF zum besten vereinsinternen Torschützen. Mit zehn Saisontoren war er entscheidend daran beteiligt, dass die Mannschaft um Mattias Hugosson, Daniel Theorin und Jonas Lantto im Gegensatz zur Spielzeit 2010 frühzeitig den Klassenerhalt bewerkstelligte.